# Arthur Grosemans
Arthur Grosemans (né à Bruxelles en 1906 et mort en 1995) est un aquarelliste, dessinateur, gouachiste, lithographe et peintre de nationalité belge faisant partie du mouvement de l'abstraction lyrique et poétique.
Il crée des œuvres subtiles où les paysages sont uniquement suggérés par quelques lignes furtives dans de belles intonations chromatiques.

## Biographie
Arthur Grosemans est né le 8 février 1906 à Bruxelles de parents tailleurs de vêtements pour hommes.
Après la première guerre mondiale, il travaille comme dessinateur-lithographe et, le soir, est élève de l'Académie des Beaux-Arts de Bruxelles (1919-1928 – Prof. J. Delville, E. Fabry) et de l'Académie d'Antwerpen. À partir de 1926, peintre autodidacte, il produit et expose de puissantes et sobres œuvres réalistes avant de devenir professeur chargé de cours de photolithographie à l'Institut des Arts et Métiers de Bruxelles (1937-1968).
Cofondateur de Nord-Art avant la seconde guerre mondiale, il participe de 1941 à 1943 aux salons Apport, avec d'autres artistes comme Anne Bonnet, Gaston Bertrand et Louis Van Lint qui fonderont après la guerre La Jeune Peinture Belge.
Dès le début des années 1950, Arthur Grosemans s'oriente vers l'abstraction en jouant avec des plans géométriques rythmés. À partir de 1960, il se limite uniquement au travail à la gouache.
Le génie de Grosemans réside dans la pureté et dans l'économie du geste. Ses compositions délicates ou puissantes, sont toujours subtiles, intuitives, légères et musicales.
“Liberté, intensité de ces lumineux paysages intérieurs qui sont lointainement inspirés par la nature, ils doivent leur beauté à la faculté totalement maîtrisée de jouer des opacités et des transparences, des dégradés et des fulgurances. Et à une construction sous-jacente toujours présente quelle que soit la vivacité musicale de l'ensemble. Fluidité, gestualité contrôlée, magie suggestive mais sans vains effets, tout cela a certainement été conquis de haute lutte mais laisse un sentiment de simplicité et d'évidence qui est la marque des meilleurs.” Danielle Gillemon, extrait du journal “Le Soir”, juin 1995.
Il nous quitte, à Bruxelles, le 15 juin 1995.

## Citations
- C'est comme si je commençais à peindre. Me voici sur un seuil, enfin ! … Je ne me doutais pas que j'abandonnais en même temps la peinture structurée et géométrique … pour aborder une manière plus intimiste qui convenait mieux à mon état d'âme de l'époque et au nouveau support utilisé.
- Mon inspiration, c'est une ouverture sur l'espace, intérieur comme extérieur. En nous existe aussi un espace, un désir de vivre, d'être réceptif aux choses qui nous entourent.
- De la mer aux blès, de la plaine aux bois, j'aime et m'inspire de tout ce qui est illimité, moovant, changeant et fluide. Et aussi de tout ce qui me parle d'espace, d'horizons infinis, d'absence de limites. Mon souci, ma propension presque instinctive, c'est de demeurer ouvert sur l'espace.
- à 80 ans, on commence à savoir ce que le mot sagesse signifie. C'est alors que tout commence, que tout est possible et que tout devient amour.

## Muséographie
- État belge
- Communauté Française de Belgique
- Vlaamse Gemeenschap
- Chambre des représentants et Sénat de Belgique
- Musée Communal d'Ixelles
- Province du Brabant
- Musée de Florenville
- Fondation pour l'Art Belge Contemporain
- Sabam
- Famenne & Art Museum[1]

### Monographies
- Jacques Meuris, Arthur Grosemans, Collection Monographies d'artistes, Woluwe-St-Lambert, Éditions Mediatine, 1988
- Serge Goyens de Heusch, Arthur Grosemans, Les Éditions de la Fondation pour l'Art Belge Contemporain, Bruxelles, 1992
- Chantal Tombu et Wim Toebosch, préface de Serge Goyens de Heusch,  Arthur Grosemans, Galerie J. Bastien, Bruxelles, 1996

### Ouvrages généraux
- Michel Seuphor et coll., L'Art abstrait en Flandre, Bruxelles, 1963
- Phil Mertens, La Jeune Peinture belge 1945-1948, Bruxelles, 1975
- Serge Goyens de Heusch, Aperçu d'une collection – Fondation pour l'Art belge contemporain, Bruxelles, 1988
- La Jeune Peinture belge 1945-1948, catalogue d'exposition, Crédit communal, Bruxelles, 1992
- Marie-France Willaumez, « Grosemans, Arthur », dans Dictionnaire des peintres belges : du XIVe siècle à nos jours depuis les premiers maîtres des anciens Pays-Bas méridionaux et de la principauté de Liège jusqu'aux artistes contemporains, Bruxelles, La Renaissance du livre, 1995 (ISBN 2-8041-2012-0, présentation en ligne, lire en ligne), p. 500
- Paul Piron, Dictionnaire des artistes et plasticiens de Belgique des XIXe et XXe siècles, Lasnes, Éditions Arts in Belgium, vol. 1, p. 661-662